# 杉崎亮
杉崎 亮（すぎさき りょう、1979年8月11日 - ）は、日本の男性声優。ラクーンドッグ所属。新潟県出身。

## 略歴
プロ・フィット声優養成所卒業。2022年4月1日付で所属するプロ・フィットが2022年3月末を以てマネジメント事業を終了したことに伴い、ラクーンドッグへ移籍。

## 人物
趣味はドライブ。特技はギターの弾き語り。
資格は普通自動車免許。

## 出演
太字はメインキャラクター。

### テレビアニメ
2004年
- 巌窟王（人々）

2005年
- AIR（山賊達）
- SHUFFLE!（男子生徒C）
- バジリスク 〜甲賀忍法帖〜（侍、男衆）
- ふしぎ星の☆ふたご姫（2005年 - 2006年、すもう団員、船長、町の人、団長、館主） - 2シリーズ
- BLOOD+（バックパッカー）
- BLEACH（流魂街の人①、十一番隊 隊員壱、アロマゾン、フラシオン、刀獣 他）

2006年
- N・H・Kにようこそ!（冷蔵庫、記者、男子生徒、同級生、同僚、戦士、獣人）
- 銀河鉄道物語 〜永遠への分岐点〜（バクスター 他）
- 銀魂（徳川家康）
- 少年陰陽師（土螻、百鬼夜行）
- 奏光のストレイン（科学者、艦長）
- バーテンダー（運転手）
- 武装錬金（医者）
- BLACK BLOOD BROTHERS（幹部、店主）
- 夜明け前より瑠璃色な 〜Crescent Love〜（軍務長官）
- 吉宗（デカ太郎、小間物屋、警護侍A 他）
- RED GARDEN（ベンダー先生）

2007年
- Over Drive（観客）
- がくえんゆーとぴあ まなびストレート!（現場監督）
- ナイトウィザード The ANIMATION（黒豹、校長）
- PRISM ARK（グフタス王、将軍A、岩の魔神、三賢者）
- 魔法少女リリカルなのはStrikerS（老人）

2008年
- あまつき（山内）
- クリスタル ブレイズ（鑑識員、刑事、部下）
- S・A〜スペシャル・エー〜（執事）
- スレイヤーズREVOLUTION（2008年 - 2009年、海賊C、兵士A、客A、村人A、村民A 他） - 2シリーズ
- チーズスイートホーム あたらしいおうち（猫1、シマ）
- のらみみ（カツジ、運転手） - 2シリーズ
- PERSONA -trinity soul-
- ポルフィの長い旅（アルキス、客）
- まかでみ・WAっしょい!（スズキ）

2009年
- アラド戦記〜スラップアップパーティー〜（ビックヘッド）
- うみものがたり 〜あなたがいてくれたコト〜（男性）
- 黒執事（2009年 - 2025年、刑吏、軍人） - 2シリーズ
- 鋼殻のレギオス（14小隊隊長）
- 神曲奏界ポリフォニカ クリムゾンS（ゴリアーデ・ドゥナン・ムオンダ）
- 戦国BASARA（今川家臣、橋之助）
- バトルスピリッツ 少年激覇ダン（兵士A）
- WHITE ALBUM（運転手）

2010年
- SDガンダム三国伝 Brave Battle Warriors（御者、兵士、文醜ガズエル、袁術兵）
- おおかみかくし（摘花誠司）
- 聖痕のクェイサー（館員、男子A）
- 閃光のナイトレイド
- 伝説の勇者の伝説（ネルファの兵士※表記はNelphan Soldier）

2011年
- FAIRY TAIL（ヒカル）
- 魔乳秘剣帖（町人）
- 輪るピングドラム（夏芽家の医師）

2012年
- 織田信奈の野望（寄木の半七、岸勘解由）
- さんかれあ（店長）
- 戦国コレクション（番長、管制官）

2013年
- アラタカンガタリ〜革神語〜（クンヒラ）
- AKB0048 next stage（観客A、工作員）
- さくら荘のペットな彼女（体育教師、先輩C）

2014年
- アルドノア・ゼロ（火星兵小隊長、船長）
- お姉ちゃんが来た（教師〈1〉、チョコモンスター）
- 月刊少女野崎くん（体育教師）
- スペース☆ダンディ（ハンターB）
- 中二病でも恋がしたい!戀（先生）
- テラフォーマーズ（プロモーター）
- 信長協奏曲（森可成）
- ハマトラ（男・女湯担当）
- ブラック・ブレット（ブリック・ナイゲル）
- 六畳間の侵略者!?（応援団長）

2015年
- アルスラーン戦記（2015年 - 2016年、兵士） - 2シリーズ
- GATE 自衛隊 彼の地にて、斯く戦えり（2015年 - 2016年、将軍、マルクス、盗賊頭、隊員、ロシア系の男 他） - 2シリーズ
- コメット・ルシファー（重鎮、列の人）
- Charlotte（染田刑事）
- 純潔のマリア（傭兵B）
- 聖剣使いの禁呪詠唱（石動厳）
- ダンジョンに出会いを求めるのは間違っているだろうか（2015年 - 2024年、ミノタウロスA、片角のミノタウロス、客、ロイマン・マルディール、アステリオス 他） - 4シリーズ
- To LOVEる -とらぶる- ダークネス 2nd（海賊A、たいやき屋）
- ヘヴィーオブジェクト（オペレーター、兵士、アナウンス、整備兵、電話の声、医師）

2016年
- アクティヴレイド -機動強襲室第八係- 2nd（司会）
- カードファイト!! ヴァンガードG NEXT（理事B）
- 逆転裁判 〜その「真実」、異議あり!〜（2016年 - 2019年、星影宇宙ノ介） - 2シリーズ
- クラシカロイド（2016年 - 2017年、重役、住民、校長、男、部長 他） - 2シリーズ
- 競女!!!!!!!!（記者、観客）
- 斉木楠雄のΨ難（ラーメン屋店長、講師）
- 最弱無敗の神装機竜（兵士）
- 少女たちは荒野を目指す（客D）
- 食戟のソーマ シリーズ（2016年 - 2019年、店主、清水、男性客A、講師、職員B 他） - 4シリーズ
- タイムトラベル少女〜マリ・ワカと8人の科学者たち〜（山室豊）
- タイムボカン24（出佐内、上司、ドーナツ組合会長、宇宙飛行士候補者A、カバメカ 他）
- タブー・タトゥー（藤沢先生、ガンナー、敵、トニー、パイロット）
- Dimension W（室井）
- てーきゅう（ダイコンオヤジ・男子生徒、諭吉・部員たち、男子B）
- TRICKSTER -江戸川乱歩「少年探偵団」より-（山口進）
- ねじ巻き精霊戦記 天鏡のアルデラミン（ハーディアッカ・オゴリィ、ヒルミシュ・ニカフーマ、ダズニヤド・ハッラー）
- 一人之下 the outcast（賊A・里人C）
- ふらいんぐうぃっち（アナウンス、アナウンサー、店員、男D、車内アナウンス、おじさんA）
- Bloodivores（囚人）
- プリンス・オブ・ストライド オルタナティブ（先生、音声、審判）
- 魔法少女育成計画（組長）
- レガリア The Three Sacred Stars（記者、州知事、科学者）
- Lostorage incited WIXOSS（2016年 - 2018年、担任、アナウンス） - 2シリーズ

2017年
- 幼女戦記（上官、局員、コードル、将校、委員 他）
- テイルズ オブ ゼスティリア ザ クロス（兵士、入隊希望者、ローランス将軍）
- AKIBA'S TRIP -THE ANIMATION-（ラーメン屋）
- 風夏（三笠の父）
- “栄光なき天才たち”からの物語（店主）
- アリスと蔵六（運転手、男、研究員、大臣）
- 有頂天家族2（月輪坊）
- ツインエンジェルBREAK（教頭先生）
- ソード・オラトリア ダンジョンに出会いを求めるのは間違っているだろうか外伝（親方、ロイマン・マルディール、片角のミノタウロス）
- ID-0（隊長、警備①）
- Re:CREATORS（中乃鐘昌明）
- 月がきれい（喜多村毅志）
- モンスターハンター ストーリーズ RIDE ON
- デジモンユニバース アプリモンスターズ（バッテリモン）
- サクラクエスト（平一平）
- アイカツスターズ!（駅長）
- 戦姫絶唱シンフォギア シリーズ（2017年 - 2019年、副操縦士、隊長、大統領） - 2シリーズ
- 活撃 刀剣乱舞（浪士）
- 妖怪アパートの幽雅な日常（鬼、鬼A）
- 魔法陣グルグル（ギザ）
- プリンセス・プリンシパル（手下、アンソニー）
- ようこそ実力至上主義の教室へ（2017年 - 2024年、真嶋智也） - 3シリーズ
- キノの旅 -the Beautiful World- the Animated Series（大男）
- Just Because!（駒田）
- ブレンド・S（勇ましい声）
- アイドルマスター SideM（カメラマン）
- 少女終末旅行（議員）

2018年
- 博多豚骨ラーメンズ（舎弟、構成員）
- BEATLESS（男B、抗体ネットワークC）
- おそ松さん（運転手）
- タイムボカン 逆襲の三悪人（課長ロボ）
- キリングバイツ（観客、流氓、城戸の父）
- りゅうおうのおしごと!（記者A）
- 3月のライオン（記者）
- ミイラの飼い方（山田さん）
- 重神機パンドーラ（兵士、議員）
- こみっくがーるず（男子、男性）
- ヒナまつり
- Caligula -カリギュラ-（古書店店主、鍵介の父親）
- ソードアート・オンライン オルタナティブ ガンゲイル・オンライン（プレイヤー）
- ゴールデンカムイ（2018年 - 2020年、男性客、兵士たち、あんま師、ヘンケ） - 3シリーズ
- ラストピリオド -終わりなき螺旋の物語-（男、担当者、入国官、部下、タイタン）
- デビルズライン（警察無線、拡声器の声）
- ガンダムビルドダイバーズ（ルディ）
- ハイスクールD×D HERO（歴代赤龍帝）
- プラネット・ウィズ（パイロット、父、屋台のオヤジ、テレパス部隊(2)）
- Back Street Girls -ゴクドルズ-（屋台店主、吉本、偽ヤクザA、ファンB）
- ゆらぎ荘の幽奈さん（担任、髪喰い、教師、魚人、式神 他）
- アンゴルモア 元寇合戦記（名越公時）
- ちおちゃんの通学路（スキンヘッドのおじさん〈スーツ〉）
- ハイスコアガール（坊さん、頼朝さん）
- PERSONA5 the Animation（松下議員）
- SSSS.GRIDMAN（消防隊員） - 2023年に劇場総集編公開
- とある魔術の禁書目録III（2018年 - 2019年、暴徒、博士、ベラッギ、オペレータ）
- 転生したらスライムだった件（2018年 - 2024年、ドルド、金曜師ヴィナ） - 3シリーズ
- メルクストーリア -無気力少年と瓶の中の少女-（ヴィンデール）
- 叛逆性ミリオンアーサー（2018年 - 2019年、モブアーサー、鉱夫、少女の父、イカ係長、覆面レスラー 他） - 2シリーズ
- となりの吸血鬼さん（金魚店の主人）

2019年
- 約束のネバーランド（鬼B）
- かぐや様は告らせたい〜天才たちの恋愛頭脳戦〜（出題者）
- 荒野のコトブキ飛行隊（ラハマ代表、議長）
- 五等分の花嫁（2019年 - 2021年、体育教師） - 2シリーズ
- 魔法少女特殊戦あすか（軍高官）
- えんどろ〜!（四天王C、長老）
- 同居人はひざ、時々、頭のうえ。（お肉屋のおじさん）
- Fairy gone フェアリーゴーン（妖精技師、ライラン） - 2シリーズ
- フルーツバスケット（酔っ払い、ハカセっぽい人）
- ワンパンマン（ゼイミート、ヒトトリグサ、サイレスラー、レフェリー、ガンガン）
- アイカツフレンズ!〜かがやきのジュエル〜（スノーダン）
- ぼくたちは勉強ができない（スターター）
- 女子高生の無駄づかい（校長）
- 炎炎ノ消防隊（2019年 - 2025年、工場長、コーンヘッド） - 2シリーズ
- かつて神だった獣たちへ（御者、大臣）
- とある科学の一方通行（DA兵、司令官）
- トライナイツ（教師、大会委員長）
- Dr.STONE（サガン）
- 魔王様、リトライ!（客A）
- ロード・エルメロイII世の事件簿 -魔眼蒐集列車 Grace note-（魔術師）
- 彼方のアストラ（通信）
- 慎重勇者〜この勇者が俺TUEEEくせに慎重すぎる〜（町人、バト）
- 厨病激発ボーイ（神主）
- バビロン（志村〈捜査員〉）
- 歌舞伎町シャーロック（輩）
- ソードアート・オンライン アリシゼーション War of Underworld（ゴルゴロッソ）
- ノー・ガンズ・ライフ（復興庁高官）
- けだまのゴンじろー（オデ）

2020年
- はてな☆イリュージョン（松尾）
- とある科学の超電磁砲T（博士）
- 推しが武道館いってくれたら死ぬ（オタク）
- ダーウィンズゲーム（エイスメンバーB）
- あひるの空（男子生徒、富田、押尾先生）
- 異種族レビュアーズ（冒険者）
- ミュークルドリーミー（2020年 - 2022年、部長、防壁板チョコ） - 2シリーズ
- ハクション大魔王2020（ブル公）
- デカダンス（タチト、解体工A、解体工、ソニー、看守B 他）
- GREAT PRETENDER（サパタ、現場監督）
- Re:ゼロから始める異世界生活（2020年 - 2021年、ギルティラウ） - 2シリーズ
- 魔王学院の不適合者 〜史上最強の魔王の始祖、転生して子孫たちの学校へ通う〜（2020年 - 2024年、勇者兵、八歌賢人） - 2シリーズ
- 戦翼のシグルドリーヴァ（南風町・幹也）
- ぐらぶるっ!（客A、白竜騎士団団員B）
- 魔王城でおやすみ（囚人A）
- 神様になった日（校長）

2021年
- ひぐらしのなく頃に業（番犬、村人） - 2シリーズ
- 回復術士のやり直し（傭兵リーダー）
- 無職転生 〜異世界行ったら本気だす〜（冒険者）
- EX-ARM エクスアーム（幹部、操縦士）
- ドラゴン、家を買う。（ドワーフA、冒険者B、ドラゴンA、ゾウのモンスター、旅人B 他）
- 擾乱 THE PRINCESS OF SNOW AND BLOOD（掃除屋）
- 戦闘員、派遣します!（老人、オークB）
- 転生したらスライムだった件 転スラ日記（ドルド）
- スライム倒して300年、知らないうちにレベルMAXになってました（村長、レイラ父）
- 86-エイティシックス-（士官、隊長） - 2シリーズ
- TSUKIPRO THE ANIMATION 2（オヤジさん）
- NIGHT HEAD 2041（一般人男性A）
- EDENS ZERO（イグル）
- SELECTION PROJECT（淀川力弥）
- 見える子ちゃん（化け物）
- 闘神機ジーズフレーム（オペレーター2、通信士2）
- 境界戦機（シン・ハオラン）
- 月とライカと吸血姫（管制官B）
- 大正オトメ御伽話（村人）

2022年
- 失格紋の最強賢者（行商人）
- 天才王子の赤字国家再生術（カールマン）
- 薔薇王の葬列（ヨーク兵、従者）
- からかい上手の高木さん3（審判）
- 現実主義勇者の王国再建記（黒服、貴族）
- ありふれた職業で世界最強 2nd season（王国兵士）
- ハコヅメ〜交番女子の逆襲〜（老人）
- 勇者、辞めます（権力者）
- RPG不動産（男の子）
- 盾の勇者の成り上がり（悪徳貴族、役人）
- 魔法使い黎明期（ウルス）
- このヒーラー、めんどくさい（目玉）
- ブラック★★ロックシューター DAWN FALL（教育機関兵士一般兵）
- 処刑少女の生きる道（老人）
- じゃんたま PONG☆（船員A）
- RWBY 氷雪帝国（店主）
- 異世界おじさん（村長）
- はたらく魔王さま!!（2022年 - 2023年、アドラメレク） - 2シリーズ
- オーバーロードIV（マクシミリアン・オレイオ・ラギエ、四武器魔法詠唱者）
- 咲う アルスノトリア すんっ!（館の主）
- 黒の召喚士（オーガ、邪竜）
- 異世界薬局（副船長、村長、神官B）
- オリエント（島津秋弘の父）
- 後宮の烏（雲永徳）
- 新米錬金術師の店舗経営（番頭〈ルロイ〉）
- 農民関連のスキルばっか上げてたら何故か強くなった。（ギルド長）
- 惑星のさみだれ（社長）
- クールドジ男子（上司）
- 恋愛フロップス（イリーナの父）
- 陰の実力者になりたくて!（2022年 - 2023年、観客、従業員）

2023年
- シュガーアップル・フェアリーテイル（妖精狩人）
- もういっぽん!
- もののがたり（警察官、男性、警備員、塞眼、付喪神） - 2シリーズ
- あやかしトライアングル（人面蜘蛛）
- 最強陰陽師の異世界転生記（入道）
- アルスの巨獣（作業監督）
- スパイ教室  - 2シリーズ
- カードファイト!! ヴァンガード will+Dress（サムの上司）
- ひろがるスカイ!プリキュア（2023年 - 2024年、兵士、店長、店主、隊員、父親 他）
- 吸血鬼すぐ死ぬ2（オータムヒグマ）
- TRIGUN STAMPEDE
- 魔法少女マジカルデストロイヤーズ（オールドモブオタ）
- 天国大魔境（岩田）
- 異世界召喚は二度目です（イデス、魔族指揮官）
- 彼女が公爵邸に行った理由（エリティール侯爵、ジャスパー・グレンジャー、ジャスティンの父）
- カワイスギクライシス（上官）
- 異世界ワンターンキル姉さん 〜姉同伴の異世界生活はじめました〜（ブロンデス、ステロベス）
- おしりたんてい（アキオ）
- 機動戦士ガンダム 水星の魔女（SP、ニュース映像）
- 七つの魔剣が支配する（マルコ）
- 贄姫と獣の王（ブラウン）
- ホリミヤ -piece-（校長先生）
- Lv1魔王とワンルーム勇者（ボトカ）
- 白聖女と黒牧師（牧師）
- パズドラ（均衛の創界神・ヴィシュヌ、プロデューサー）
- AIの遺電子（チンピラA）
- SYNDUALITY Noir
- B-PROJECT〜熱烈*ラブコール〜（伊東、ナレーション）
- ひきこまり吸血姫の悶々（熊男）
- 新しい上司はど天然（店主）
- ゴブリンスレイヤーII（ホブゴブリン）
- オーバーテイク!（町人）
- 柚木さんちの四兄弟。（近江先生）

2024年
- 異修羅（野盗頭領）
- 悪役令嬢レベル99 〜私は裏ボスですが魔王ではありません〜（ボスキャラ）
- 刀剣乱舞 廻 -虚伝 燃ゆる本能寺-（湯浅直宗、安田国継）
- バーテンダー 神のグラス（伊丹彰男）
- Re:Monster（ゴブC、大ゴブA、冒険者たち、帝国騎士たち、バロール 他）
- 夜桜さんちの大作戦（殺し屋ボス、マッチョ彼氏、ボス）
- ヴァンパイア男子寮（教師）
- デート・ア・ライブV（アーネスト・ブレナン）
- 転生貴族、鑑定スキルで成り上がる（大男）
- 怪獣8号（リサの父親）
- ドラえもん（テレビ朝日版第2期）（2024年 - 2025年、家具屋さん、犬）
- 天穂のサクナヒメ（神々の声）
- 神之塔 -Tower of God- 王子の帰還（ラブデブル）
- 逃げ上手の若君
- 杖と剣のウィストリア（ドナン）
- 異世界失格（巨龍、シェイド）
- 2.5次元の誘惑（男性教師A）
- 烏は主を選ばない（郷吏）
- るろうに剣心 -明治剣客浪漫譚- 京都動乱（2024年 - 2025年、旅人、黒尉、志々雄の部下）
- 村井の恋（師匠〈木こり〉）
- アイドルマスター シャイニーカラーズ 2nd season（責任者）
- 魔王2099（村長）
- 合コンに行ったら女がいなかった話
- 凍牌〜裏レート麻雀闘牌録〜（2024年 - 2025年、角刈り、口ひげ）

2025年
- グリザイア:ファントムトリガー（村民）
- SAKAMOTO DAYS（男）
- 沖縄で好きになった子が方言すぎてツラすぎる（てーるーの父）
- 青のミブロ（田中新兵衛）
- 忍たま乱太郎（旅人、漁師）
- 最強の王様、二度目の人生は何をする?（盗賊リーダー）
- 神統記（テオゴニア）（バスコ、マカク族兵士）
- 九龍ジェネリックロマンス（金）
- ボールパークでつかまえて!（球審、中島市長）
- 華Doll*-Reinterpretation of Flowering-（幹部）
- 9-nine- Ruler’s Crown（敵ボス〈メビウスリング〉）
- アン・シャーリー（代理牧師）
- Turkey!（村人）

### 劇場アニメ
2007年
- 劇場版 空の境界 第二章 殺人考察（式の父）
- 超劇場版ケロロ軍曹2 深海のプリンセスであります!（船長）

2009年
- ヱヴァンゲリヲン新劇場版:破

2013年
- 龍 -RYO-（藤吉）

2015年
- 劇場版 蒼き鋼のアルペジオ -アルス・ノヴァ- DC（オペレーター）

2016年
- CYBORG009 CALL OF JUSTICE（ギルモア博士、ガーディアン隊員C）

2018年
- モンスターストライク THE MOVIE ソラノカナタ（委員）

2019年
- あした世界が終わるとしても（泉重工部隊）
- 劇場版 幼女戦記（兵士）
- 空の青さを知る人よ（新渡戸バンド トロンボーン）

2020年
- 劇場版 Fate/Grand Order -神聖円卓領域キャメロット- 前編 Wandering; Agateram（難民男）

2021年
- シドニアの騎士 あいつむぐほし（浜形班）
- サイダーのように言葉が湧き上がる
- プリンセス・プリンシパル Crown Handler 第2章（アンソニー）
- 劇場版 抱かれたい男1位に脅されています。〜スペイン編〜（カフェの客）

2022年
- 映画ざんねんないきもの事典（ヒクイドリのお父さん）

2023年
- グリッドマン ユニバース

2024年
- コードギアス 奪還のロゼ（マゴーバ）

2025年
- 劇場版 鬼滅の刃 無限城編 第一章 猗窩座再来（2025年）

### OVA
2005年
- きらめき☆プロジェクト（重役）
- 円盤皇女ワるきゅーレ 星霊節の花嫁（駅長）
- もけもけ大正電動娘（軍人4）

2007年
- AIKa R-16:VIRGIN MISSION（クルー達）

2008年
- HELLSING（英国国防総省スタッフ）

2010年
- スーパーストリートファイターIV（元S.I.N社員02）※Xbox 360版限定特典アニメ
- Newmanoid CAM〜キャム＝キャスティン〜（おたく2）
- 寝取られファイター ヤリっちんぐ! ROUND（鬼崎）

2011年
- プリンセスナイト☆カチュア（豚人族、獣人）

2016年
- ストライク・ザ・ブラッド（2016年 - 2020年、警備員、艦長、ドワーフ、魔術傭兵） - 3シリーズ
- To LOVEる -とらぶる- ダークネス（宇宙人、不良）※コミックス第15巻、第16巻限定版に付属

2018年
- ゴールデンカムイ（日泥の手下たち） - コミックス第15巻アニメDVD同梱版

2019年
- Re:ゼロから始める異世界生活 氷結の絆（ボス）
- フラグタイム

2020年
- ゴブリンスレイヤー -GOBLIN'S CROWN-（鉱人僧侶）

2022年
- フルーツバスケット -prelude-（教師）
- 無職転生 〜異世界行ったら本気だす〜「エリスのゴブリン討伐」（役人） - TV未放送エピソード
- 機動戦士ガンダム 水星の魔女 PROLOGUE（ジェターク社CEO）

### Webアニメ
2010年代
- ファイトリーグ ギア・ガジェット・ジェネレーターズ（2019年、熱闘戦士 ケトラー）
- ケンガンアシュラ（2019年、護衛者）
- 斉木楠雄のΨ難 Ψ始動編（2019年、プレイヤーG、司会）

2020年代
- 幼女社長（2021年 - 2023年、悪徳議員、サラリーマンA、敵チーム部長） - 2シリーズ
- 極主夫道（2021年、抽選場のおやじ）
- ガンダムブレイカー バトローグ（2021年、警備員、イベント参加者）
- なならき〜Seven Lucky Gods〜（2022年、イザナギ）
- 風都探偵（2022年、蘭堂玲一、黒服 / ロード・ドーパント）
- LUPIN ZERO（2022年、黒服A）
- カイリューとゆうびんやさん（2025年、カイリキー）

### ゲーム
2006年
- BLOOD+ 双翼のバトル輪舞曲（クラスメイトA〈男〉）

2007年
- アガレスト戦記（ハーツホルト）
- SDガンダム GGENERATION（2007年 - 2009年） - 2作品
- Operation Darkness（ミハエル・ヴィットマン）
- 翡翠の雫 緋色の欠片2（羅門）
- プリミティブリンク（ファレス＝ネファリム、ポルルト、店主）
- マブラヴ ALTERED FABLE（脇坂中佐、桜木曹長 他）

2008年
- アルカナハート2（ライオンさん）
- ガンダム無双2（一般兵）
- ふしぎ遊戯 朱雀異聞（鬼宿の父）
- マブラヴ オルタネイティヴ Chronicles 贖罪（ライトニングス、帝国軍衛士）
- RACE DRIVER:GRID（チームメイト）

2009年
- アルカナハート3（ライオンさん）
- 真・翡翠の雫 緋色の欠片2（羅門）
- Halo Wars

2010年
- うたてめぐり（覇雲）
- 真・翡翠の雫 緋色の欠片2 ポータブル（羅門）

2011年
- 君がいた季節（KAZA）
- 久遠の絆（杵築悠利、内藤景久、雅仁親王）
- 第2次スーパーロボット大戦Z 破界篇（超能力者）
- マブラヴ オルタネイティヴ〜クロニクルズ 告白（韮沢助教）

2012年
- 第2次スーパーロボット大戦Z 再世篇
- FAIRY TAIL ゼレフ覚醒（華院＝ヒカル）
- ペルソナ4 ジ・アルティメット イン マヨナカアリーナ

2013年
- 三国志パズル大戦（張飛、董卓、典韋）
- 境界線上のホライゾン PORTABLE

2014年
- ゴールドリベリオンR（ヴァルト）
- 第3次スーパーロボット大戦Z 時獄篇
- ディアブロ3（宝石職人）

2015年
- 第3次スーパーロボット大戦Z 天獄篇
- 夏色ハイスクル★青春白書（大磯鯖造、業平金蔵）
- ピルグリムサーガ（カシム）

2016年
- キミトユメミシ

2017年
- エンドライド -X fragments-（マックス）
- 参考書連動「エターナル・スターダスト」（明神冬樹）
- バルディリア戦記（じい）
- 巨影都市（佐々木晴臣）
- ノラと皇女と野良猫ハート2
- 眠れぬ羊と孤独な狼 -A Tale of Love, and Cutthroat-（俺）

2018年
- ブラウンダスト（ローガン）
- Far Cry 5（ヴァージル・ミンクラー）
- ラスト・エリュシオン（グスタフ）
- ダンジョンに出会いを求めるのは間違っているだろうか 〜メモリア・フレーゼ〜（ロイマン・マルディール、アステリオス）
- 武器よさらば（ハンダ）
- るるたるイデア（じい）

2019年
- ダークリベリオン（獅子王）
- 荒野のコトブキ飛行隊 大空のテイクオフガールズ（アルバート部長、首領）
- グランドサマナーズ（冥宵竜神バロッサ）
- 黄昏のフォルクローレ（乙部北周）
- ファイアーエムブレム 風花雪月（グェンダル、ナデル）
- イースIX -Monstrum NOX-（ロドリオ）

2020年
- 白昼夢の青写真（遊馬）
- ソードアート・オンライン アリシゼーション リコリス（ゴルゴロッソ・バルトー）
- まいてつ Last Run!!（早瀬堰）
- サイバーパンク2077（ロイス）
- ETERNAL（ヴァルガー・グラヴィス）

2021年
- アカシッククロニクル〜黎明の黙示録（アテラス、ガレック、デームス）
- 眠れぬ羊と孤独な狼 -A Tale of Love, and Cutthroat- 外伝（俺）
- リネージュ2M（カスパー）

2022年
- 機動戦士ガンダム 鉄血のオルフェンズ ウルズハント（トラド・オムデン）
- トライアングルストラテジー（ルーフー・タイラント）
- ファイアーエムブレム無双 風花雪月（グェンダル＝ロッシュ、ナデル）

2023年
- World II World（パゥワウド）
- OCTOPATH TRAVELER II（アカラ）
- ストリートファイター6（ダムド）
- タワーオブスカイ（デンジン）

2024年　
- ヘブンバーンズレッド（老いたナービィ）
- ゴブリンスレイヤー -ANOTHER ADVENTURER- NIGHTMARE FEAST
- ユニコーンオーバーロード（ヘルマン、バストリアス賢人、傭兵（タイプE）/ NPC）
- ペルソナ3 リロード

2025年
- プロジェクトセカイ カラフルステージ! feat. 初音ミク
- 記憶の鍵盤

### ドラマCD
- 暁のヨナ（海賊）※花とゆめ付属ドラマCD
- アンティミテ（重光会長[40]）
- いつか天魔の黒ウサギ〜900秒の放課後〜（酒巻）
- 美しい人（管理人）
- 狼への嫁入り〜異種婚姻譚〜（村長[41]）
- おかしな転生（貴族）
- オトダマ-音霊- ゆがんだ音叉（刑事A）
- お前のほうからキスしてくれよ（神田父[42]）
- 吸血ダーリン case.2 国際結婚・執事編（父親）
- 宮廷神官物語〜選ばれし瞳の少年（琥珀神官）
- これはゾンビですか?（門下生）
- 社長のおじかん。（営業部長）
- 少年陰陽師 十二刻（術者）
- 神父と悪魔 シリーズ
  - カープト・レーギスの吸血鬼（御者）
  - 銀の森の人狼（御者）
  - 硝子の迷宮の夢魔（大樹の精）
  - 煉獄の大悪魔（デニスの父）
- 好きって言ったのお前だろうが！[43]
- 男子高校生、はじめての 4th after Disc 〜Just you!〜（什三の父[44]）
- 月は闇夜に隠るが如く（男1）
- 東山道転墜異聞（藩士、刺客3）
- 花は咲くか（吉冨桔平）
  - 花は咲くか 2
- 花嫁は夜に散る（黒川賢一）
- FRESH&BLOODシリーズ（マック）
- ヘタレ魔王とツンデレ勇者（ルディ〈言葉〉、人間の従者、人間の男、長老[45]） ※配信限定
- ポーの一族 第4巻（ドクトル）・第6巻（ハイム）
- マスケティア・ルージュ 1 深紅の銃士（オルテス公）
- unity-chan! ドラマCD（ホルガー・グレーフェンベルク[46]）
- ラムスプリンガの情景[47]
- 瑠璃の風に花は流れる 第二巻 紫都の貴公子（紫洞兵たち）
- 烈風の騎士姫（アンジェロ[48]）

### ボイスコミック
- おい、外れスキルだと思われていた《チートコード操作》が化け物すぎるんだが。（2023年、リオン[49]）

### 吹き替え

#### 映画・ドラマ
- アイズ・オン・ユー
- イーグル・アイ（FBI捜査官、ポーカープレイヤー）
- ウェット・ホット・アメリカン・サマー
- GIRLS/ガールズ4 #4
- クライモリ デッド・リターン
- グッド・ワイフ6
- The Ultimate Fighter: United States vs. United Kingdom（デイヴィッド・フォークナー）
- スレッシュホールド 〜The Last Plan〜 #5
- 戦場からのラブレター

#### アニメ
- ブライト: サムライソウル（2021年、マタキチ）
- 白蛇: 縁起（2021年、常盤[50]）
- Call Star -ボクは本当にダメな星?-（2023年、作業員2、店主、ガラスの靴）
- 最後の召喚師 -The Last Summoner-（2023年、ヒゲ男、フランケン、アフロ試験官）
- 兵馬俑の城（2023年、ガマ[51]）
- 攻略うぉんてっど!〜異世界救います!?〜（2023年、トマトキング、ゴブリン、怪物、トマトドラゴン）

### パチスロ
- 戦空のキセキ〜SKY LOVE〜（ダンテ・ガルヴァーニ）

### ボイスオーバー
- NHK教育 スタイルアップ ティム・ガンのファッションチェック（第7回）
- BS世界のドキュメンタリー 「シリーズ家族 イラン 亡命家族の再会」（アルマン、マスード）

### 舞台
- MOON SAGA-義経秘伝-第二章（2014年） - ナレーション
- 朗読劇「白昼夢の青写真 CASE-_ 誰が為のIHATOV」（2023年7月29日、科学技術館 サイエンスホール / 2024年8月3日、山野ホール）[52][53]

### その他コンテンツ
- ＃コンパス 短編アニメ ジャンヌダルク 絆（2019年、王[54]）

### シリーズ一覧
1. ↑  第1作（2005年 - 2006年）、続編『Gyu!』（2006年）
2. ↑  第4期『REVOLUTION』（2008年）、第5期『EVOLUTION-R』（2009年）
3. ↑  第1期（2008年）、第2期（2008年）
4. ↑  第1期（2009年）、第5期『-緑の魔女編-』（2025年）
5. ↑  第1期（2015年）、第2期『風塵乱舞』（2016年）
6. ↑  第1クール（2015年）、第2クール（2016年）
7. ↑  第1期（2015年）、第2期『II』（2019年）、第3期『III』（2020年）、第5期『V 豊穣の女神篇』（2024年）
8. ↑  Season1（2016年）、Season2（2019年）
9. ↑  第1シリーズ（2016年 - 2017年）、第2シリーズ（2017年）
10. ↑  第2期『弐ノ皿』（2016年）、第3期前半『餐ノ皿』（2017年）、第3期後半『餐ノ皿 遠月列車篇』（2018年）、第4期『神ノ皿』（2019年）
11. ↑  第1期（2016年）、第2期『Lostorage conflated WIXOSS』（2018年）
12. ↑  第4期『AXZ』（2017年）、第5期『XV』（2019年）
13. ↑  第1期（2017年）、第2期『2nd Season』（2022年）、第3期『3rd Season』（2024年）
14. ↑  第一期（2018年）、第二期（2018年）、第三期（2020年）
15. ↑  第1期（2018年 - 2019年）、第2期第1部（2021年）、第3期（2024年）
16. ↑  第1シーズン（2018年）、第2シーズン（2019年）
17. ↑  第1期（2019年）、第2期『∬』（2021年）
18. ↑  第1クール（2019年）、第2クール（2019年）
19. ↑  第1期（2019年）、第3期『参ノ章』第1クール（2025年）
20. ↑  第1期（2020年）、第2期『みっくす！』（2022年）
21. ↑  第2期前半クール（2020年）、第2期後半クール（2021年）
22. ↑  第1期（2020年）、第2期『II』第2クール（2024年）
23. ↑  『業』（2021年）、続編『卒』（2021年）
24. ↑  第1クール（2021年）、第2クール（2021年）
25. ↑  1st Season（2022年）、2nd Season（2023年）
26. ↑  第一章（2023年）、第二章（2023年）
27. ↑  1st season（2023年）、2nd season（2023年）
28. ↑  第1期（2021年）、第2期『R』（2023年）
29. ↑  『SPIRITS』（2007年）、『WARS』（2009年）、

### 初出話一覧
1. 1 2  第5期 第11話初出
2. ↑  第1期 第20話初出
3. ↑  第3期 第2話初出
4. ↑  第1期 第1話初出
5. ↑  第1期 第4話初出
6. 1 2 3 4 5 6 7 8 9 10  第2話初出
7. 1 2 3 4  第10話初出
8. 1 2 3 4 5 6 7  第1話初出
9. 1 2 3 4  第6話初出
10. 1 2 3 4 5 6 7  第3話初出
11. 1 2 3  第5話初出
12. ↑  第18話初出
13. ↑  第4話初出
14. 1 2  第787話初出
15. ↑  第730話初出
16. 1 2  第7話初出
17. ↑  第15話初出
18. ↑  第37話初出
19. 1 2 3  第25話初出
20. ↑  第31話初出
21. ↑  第43話初出
22. ↑  第8話初出
23. ↑  第24話初出
24. ↑  33シリーズ 第1話初出
25. ↑  33シリーズ 第4話初出
26. ↑  第9話初出
27. ↑  第17話初出